# 第四次安倍內閣 (第二次改組)
第四次安倍第二次改組內閣（日语：／ Daiyoji Abe Dainiji Kaizō Naikaku */?）是日本眾議院議員、自由民主黨總裁安倍晉三就任第98任內閣總理大臣（首相）後，自2019年9月11日至2020年9月16日組成的內閣。
2019年9月3日，安倍晉三首相在自由民主黨幹部會議上表示，由於在之前的參議院議員選舉中獲得了多數國民的支持與信任，因此將在同月11日進行內閣改組與黨內幹部的人事變更。
是次改組內閣為令和年代的第一次。此內閣20人中有13人屬新入閣，除安倍本人外，僅有兩人副总理麻生太郎和内閣官房長官菅义伟從第1次改造內閣中保留職位；另僅兩人為女性（2019年10月31日森雅子接替河井克行任法務大臣後為三人）。
2020年8月28日，安倍晉三因健康欠佳宣佈將請辭後，此內閣遂實則上進入看守狀態，直至菅义伟出任新首相後重新組閣後結束。
安倍晉三總共改造內閣11次，為歷任首相中最多。
| 职务                                                                                                   | 姓名 | 姓名       | 所属                         | 特命事项等                                                                    | 备注                           |
| --- | ---- | ---------- | ---------------------------- | ----------------------------------------------------------------------------- | ------------------------------ |
| 内阁总理大臣                                                                                           |      | 安倍晋三   | 眾議院 自由民主黨 （細田派） |                                                                               | 自由民主黨總裁                 |
| 副总理 財務大臣 內閣府特命擔當大臣 （金融擔當）                                                        |      | 麻生太郎   | 眾議院 自由民主黨 （麻生派） | 摆脱通货紧缩担当 內閣總理大臣臨時代理 就任顺位第1位                           | 留任                           |
| 總務大臣 內閣府特命擔當大臣 （个人番號制度担当）                                                       |      | 高市早苗   | 眾議院 自由民主党 （無派閥） |                                                                               |                                |
| 法務大臣                                                                                               |      | 森雅子     | 參議院 自由民主党 （細田派） |                                                                               | 2019年10月31日接替河井克行上任 |
| 外務大臣                                                                                               |      | 茂木敏充   | 眾議院 自由民主党 （竹下派） |                                                                               |                                |
| 文部科学大臣                                                                                           |      | 萩生田光一 | 眾議院 自由民主黨 （細田派） | 教育再生担当                                                                  |                                |
| 厚生劳动大臣                                                                                           |      | 加藤勝信   | 眾議院 自由民主党 （竹下派） | 工作方式改革担当                                                              |                                |
| 农林水产大臣                                                                                           |      | 江藤拓     | 眾議院 自由民主党 （無派閥） |                                                                               |                                |
| 經濟產業大臣 内阁府特命担当大臣 （原子能损害赔偿、 废炉等支援机构担当）                                |      | 梶山弘志   | 眾議院 自由民主党 （無派閥） | 產業競争力担当 俄羅斯經濟領域協力担当 2025年世界博覽會担当 原子能經濟被害担当 | 2019年10月25日接替菅原一秀上任 |
| 国土交通大臣                                                                                           |      | 赤羽一嘉   | 眾議院 公明党                | 水循环政策担当                                                                |                                |
| 環境大臣 内阁府特命担当大臣 （原子能防灾担当）                                                         |      | 小泉進次郎 | 眾議院 自由民主党 （無派閥） |                                                                               |                                |
| 防衛大臣                                                                                               |      | 河野太郎   | 眾議院 自由民主黨 （麻生派） |                                                                               |                                |
| 内閣官房長官                                                                                           |      | 菅义伟     | 眾議院 自由民主党 （無派閥） | 冲绳美軍基地负担减轻担当 绑架问题担当 內閣總理大臣臨時代理 就任顺位第2位      | 留任                           |
| 復興大臣                                                                                               |      | 田中和德   | 眾議院 自由民主黨 （麻生派） | 福岛核电事故再生总括担当                                                      |                                |
| 国家公安委员会委员长 内阁府特命担当大臣 （防灾担当）                                                   |      | 武田良太   | 眾議院 自由民主黨 （二階派） | 行政改革担当 国家公务员制度担当 国土强韧化担当                                |                                |
| 内阁府特命担当大臣 （冲绳及北方对策担当） （消费者及食品安全担当） （少子化对策担当） （海洋政策担当） |      | 衛藤晟一   | 参議院 自由民主黨 （二階派） | 一亿总活跃担当 领土问题担当                                                   |                                |
| 内阁府特命担当大臣 （酷日本战略担当） （知识产权战略担当） （科学技术政策担当） （宇宙政策担当）       |      | 竹本直一   | 眾議院 自由民主黨 （岸田派） | 信息技术（IT）政策担当                                                        |                                |
| 内阁府特命担当大臣 （经济财政政策担当）                                                                |      | 西村康稔   | 眾議院 自由民主黨 （細田派） | 经济再生担当 全世代型社会保障改革担当 2019新型冠狀病毒對策担当                |                                |
| 内閣府特命担当大臣 （地方创生担当） （規制改革担当）                                                   |      | 北村誠吾   | 眾議院 自由民主黨 （岸田派） | 城市・人・工作创生担当                                                        |                                |
| 内閣府特命担当大臣 （男女共同参与担当）                                                                |      | 橋本聖子   | 参議院 自由民主黨 （細田派） | 女性活跃担当 东京奥运会及担当                                                 |                                |

## 内閣官房副長官、内閣法制局長官
| 职务           | 姓名     | 所属及其他                   |
| -------------- | -------- | ---------------------------- |
| 内閣官房副長官 | 西村明宏 | 眾議院 自由民主黨 （細田派） |
| 内閣官房副長官 | 岡田直樹 | 参議院 自由民主黨 （細田派） |
| 内閣官房副長官 | 杉田和博 | 原内閣危機管理監             |
| 内閣法制局長官 | 近藤正春 |                              |